# Giochi dell'Asia centrale
I Giochi dell'Asia centrale sono un evento sportivo che si tiene ogni due anni a partire dal 1995 e che riguarda atleti e Paesi dell'Asia centrale e in particolare le cinque repubbliche precedentemente membri dell'Unione Sovietica.

## Le gare
I Giochi dell'Asia centrale sono uno dei cinque Giochi territoriali organizzati dal Consiglio Olimpico d'Asia; gli altri quattro sono i Giochi dell'Asia orientale (soppressi nel 2013), i Giochi dell'Asia meridionale, i Giochi del Sud-est asiatico e i Giochi dell'Asia occidentale.

## Nazioni partecipanti
- Kazakistan
- Kirghizistan
- Tagikistan
- Turkmenistan
- Uzbekistan
- Taipei cinese (solo nell'edizione 1999)

## Gli sport
Il programma dei Giochi era suddiviso in 12 sport: basket (uomini, donne), boxe, pallavolo (uomini, donne), lotta libera, lotta greco-romana, atletica leggera, tiro a segno, scherma, ciclismo, nuoto, tennis, sollevamento pesi.

## Edizioni
| Edizione | Anno | Città ospitante | Nazione ospitante | Paesi partecipanti | Note      |
| -------- | ---- | --------------- | ----------------- | ------------------ | --------- |
| I        | 1995 | Tashkent        | Uzbekistan        | 5                  |           |
| II       | 1997 | Almaty          | Kazakistan        | 5                  |           |
| III      | 1999 | Bishkek         | Kirghizistan      | 6                  |           |
| -        | 2001 | Ashgabat        | Turkmenistan      | annullato          | annullato |
| IV       | 2003 | Dušanbe         | Tagikistan        | 5                  |           |
| V        | 2005 | Tashkent        | Uzbekistan        | 5                  |           |